# Щовечора після роботи
«Щовечора після роботи» — радянський художній фільм 1973 року, знятий режисером Костянтином Єршовим на Кіностудії ім. О. Довженка.

## Сюжет
За мотивами повісті М. Глушка «Олена Миколаївна». До школи робітничої молоді приходить нова вчителька російської мови та літератури Олена Миколаївна. Незабаром вона розуміє, що не можна робити поблажок дорослим учням, які втомилися після робочого дня, а треба зацікавити їх.

## У ролях
- Зінаїда Славіна — Олена Миколаївна Боричко, викладач російської мови та літератури
- Олександр Граве — Василь Петрович Гайворон, вчитель математики
- Ірина Буніна — Лідія Іванівна Рокотова, директор школи
- Микола Гринько — Олександр Олександрович, завуч
- Ірина Губанова — Еллочка, Елла Романівна, вчителька французької мови
- Анатолій Адоскін — вчитель астрономії
- Валерій Бессараб — Ткачук, учень вечірньої школи
- Г. Добіна — епізод
- Світлана Кондратова — Віра Крішна, учениця вечірньої школи
- Олег Комаров — Калашников, учень вечірньої школи, продавець книг
- Валентина Івашова — Ганна Федорівна, вчителька
- Оксана Мілешкіна-Смілкова — Полковова, учениця вечірньої школи, перукар
- Микола Сектименко — Бєлов, учень вечірньої школи, будівельник метро
- Борис Сабуров — Іван Никанорович, вчитель
- Клавдія Богданова — епізод
- Борис Вознюк — льотчик, чоловік Віри Крішної
- Микола Гудзь — епізод
- Галина Довгозвяга — вчителька
- Павло Індикул — епізод
- Олександр Короткевич — вчитель
- Іванка Конончук — вчителька
- Володимир Кисленко — епізод
- О. Луцька — епізод
- Віктор Маляревич — учень вечірньої школи
- Зоя Недбай — Комарикова, вчителька
- Тетяна Назаренко — епізод
- Віктор Поліщук — вчитель
- Анатолій Помилуйко — Вахеня, учень вечірньої школи, працівник хлібокомбінату
- М. Пісна — епізод
- Леонід Просяниченко — учень вечірньої школи
- Віктор Степаненко — учень вечірньої школи
- Іван Симоненко — Синиця, учень вечірньої школи, працівник тиру
- Валентина Скрибка — учениця вечірньої школи
- Людмила Тетянчук — вчителька
- А. Уохабі — епізод
- С. Єршов — епізод
- Лідія Чащина — вчителька
- Галина Логінова — епізод
- Маргарита Кавка — епізод
- Анатолій Переверзєв — освітлювач, на зйомках передачі про школу
- О. Луцюк — епізод

## Знімальна група
- Режисер — Костянтин Єршов
- Сценаристи — Костянтин Єршов, Олег Прокопенко
- Оператор — Микола Кульчицький
- Композитор — Яків Лапинський
- Художник — Давид Боровський